# Paulo, o Apóstolo
Paulo, o Apóstolo (título en español: Pablo, el Apóstol) es una telenovela brasileña producida por Seriella Productions y transmitida primeramente por la plataforma de streaming Univer Video el 28 de mayo de 2025. En la televisión brasileña, su estreno ocurrió el 7 de julio de 2025 en Record. Simultáneamente con el estreno en la televisión, Disney+ comenzó a publicar la telenovela en su catálogo, como parte de una asociación con Univer Video.
Ambientada en el siglo I durante el período apostólico, que fue la primera fase del cristianismo primitivo, la telenovela Paulo, o Apóstolo está basada en la vida de Pablo de Tarso, también conocido como «el Apóstol», cuya historia fue citada en algunos pasajes del Nuevo Testamento de la Biblia, tales como los Hechos de los Apóstoles y las epístolas paulinas.
Desarrollada por Cristiane Cardoso, la telenovela fue dirigida por Leonardo Miranda, Adolpho Knauth y Vicente Guerra y está protagonizada por Murilo Cezar, Anna Melo, Marcéu Pierrotti, Floriano Peixoto, Fifo Benicasa, Michelle Batista, Caio Paduan y Caio Menck.

## Elenco
| Actor/Actriz        | Personaje                 |
| ------------------- | ------------------------- |
| Murilo Cezar        | Pablo de Tarso            |
| Anna Melo           | Gabriela (Gabi)           |
| Marcéu Pierrotti    | Simón Pedro               |
| Floriano Peixoto    | José ben Caifás           |
| Fifo Benicasa       | Bernabé                   |
| Michelle Batista    | Rode                      |
| Caio Paduan         | Jônatas                   |
| Caio Menck          | Lucas el Evangelista      |
| Enzo Ciolini        | Nerón                     |
| Cirillo Luna        | Agripa II                 |
| Nikolas Antunes     | Netaniel                  |
| Adriano Toloza      | Marcus                    |
| Marcos Winter       | Claudio I                 |
| Rosanne Mulholland  | Agripina la Menor         |
| William Lira        | Británico                 |
| André Rayol         | Calígula                  |
| Emily Matte         | Popea Sabina              |
| Fhelipe Gomes       | Teófilo                   |
| Duda Matte          | Octavia Neronis           |
| Juliana Xavier      | Claudia Actea             |
| Rodrigo Candelot    | Séneca el Joven           |
| Samia Abreu         | Cleopatra                 |
| Thiago Zimiano      | Floro                     |
| Bianca Palheiras    | Berenice de Cilicia       |
| Alex Gruli          | Marco Antonio Félix       |
| Rafaela Sampaio     | Julia Drusila             |
| Danillo Franccesco  | Pórcio Festo              |
| Gabriel Albuquerque | Blasto                    |
| Gustavo Machado     | Fábio                     |
| Homero Ligere       | Sexto                     |
| Arturo Steffen      | Brutus                    |
| Igor Maués          | Jano                      |
| Sergio Abreu        | Julio                     |
| Mariano Júnior      | Claudio Lisias            |
| Jorge Mesquita      | Vintídio Cumano           |
| Ricardo Duque       | Sacerdote Ananías         |
| André Lima          | Eleazar                   |
| Danilo Calegari     | Tértulo                   |
| Natalia Ferrari     | Mara                      |
| Matheus Toniazzi    | Gedalías                  |
| William Rosendo     | Ami                       |
| Paulo Olyva         | Elom                      |
| Fernando Possani    | Juan                      |
| João Fenerich       | Felipe el Diácono         |
| Pedro Nercessian    | Santiago el Justo         |
| Daniel Dalcin       | Matías                    |
| Felipe Miguel       | Prócoro                   |
| André Rosa          | Timón                     |
| Thiago Coutinho     | Nicolás el Diácono        |
| Rod Carvalho        | Nicanor                   |
| Isabela Reis        | Eliada                    |
| Gabriela Marquez    | Acaia                     |
| Carolina Ribeiro    | Diana                     |
| Júlia Mendes        | Adália                    |
| Clara Niin          | Susana                    |
| Dominique Bueno     | Quésia                    |
| Flavio Pardal       | Ananías de Nedebeo        |
| Keila Taschini      | María de Jerusalén        |
| Marcus Bessa        | Juan Marcos               |
| Roza Haydêer        | Niña Rode                 |
| Karina Barum        | Miriam                    |
| Dani Moreno         | Priscila                  |
| Paulo Gabriel       | Áquila                    |
| Gustavo Vaz         | Apolo                     |
| André Luiz Miranda  | Silas                     |
| Velson D'Souza      | Tito                      |
| Priscila Ubba       | Lidia de Tiatira          |
| Larissa Ferrara     | Dumá                      |
| Gabriela Busich     | Eirene                    |
| Paulo Verlings      | Lavi                      |
| Luis Carlos Lobo    | Giom                      |
| Marcela Flor        | Esposa de José ben Caifás |
| João Fernandes      | Timoteo                   |
| Bruna Trevisan      | Sophia                    |
| Guilherme Franco    | Akiba                     |
| Sergio Cavalcante   | Ágabo, el Profeta         |
| Nicole Rosemberg    | Ira                       |
| Victor Galisteu     | Atlas                     |
| Ed Oliveira         | Lúcio Faênio Rufo         |
| Tiago Marques       | Demas                     |
| José Victor Pires   | Trófimo                   |
| Malu Falangola      | Cloe                      |
| Oscar Fabião        | Filemon                   |
| Augusto Zacchi      | Himeneu                   |
| Arthur Alavarse     | Alexandre                 |
| Renato Chocair      | Onésimo                   |
| Guta Ruiz           | Olympia                   |
| Bernardo Dugin      | Aristarco                 |
| Emanoel Thompson    | Jasom                     |

### Participaciones especiales
| Actor/Actriz      | Personaje                            |
| ----------------- | ------------------------------------ |
| Rafael Dib        | Esteban                              |
| Petrônio Gontijo  | Jesucristo                           |
| Leonardo Franco   | Gamaliel I                           |
| Beth Zalcman      | Carmi                                |
| Charles Paraventi | Agripa I                             |
| Augusto Garcia    | Eliasafe                             |
| Camila Santanioni | Beula                                |
| Thiago Piacentini | Santiago de Zebedeo                  |
| Maíra Kestenberg  | Carmi (joven)                        |
| Cassio Pandolph   | Nadiel                               |
| Cristiano Lopes   | Servidor de Nadiel                   |
| Fernando Sampaio  | Marinero                             |
| Danilo Sacramento | Cornelio el Centurión                |
| João Scarpa       | Procónsul Sérgio                     |
| Renata Loureiro   | Olympia (1ª Fase)                    |
| Suzana Abranches  | Loide                                |
| Priscila Sol      | Eunice                               |
| Charles Lange     | Sacerdote de Júpiter                 |
| Ana Mazer         | Esposa Cristiana                     |
| Douglas Oliver    | Esposo Cristiano                     |
| Henry Marinho     | Teófilo (niño)                       |
| Ciça de Gasperi   | Elisa niña (1ª Fase)                 |
| Lorenna Rodrigues | Elisa niña (2ª Fase)                 |
| Malu Mello        | Isabella (2ª Fase)                   |
| Gloria Vidal      | Isabella (1ª Fase)                   |
| Murilo Bezerra    | Pablo de Tarso (niño)                |
| Ivana Tkotz       | Rode (niña)                          |
| Pamela Otero      | Hadlai, esposa de Ananías de Nedebeo |
| Miguel Lucizano   | Gade, hijo de Ananías de Nedebeo     |
| Julia Abdla       | Hannah, hija de Ananías de Nedebeo   |
| Diogo Caruso      | Êutico, hijo de Carpo                |
| Giovane Correa    | Nativo Maltés                        |

## Audiencia en la televisión
| Temporada | Episodios | Primera emisión    | Primera emisión              | Última emisión | Última emisión               | Prom. de espectadores (Puntos de rating) | Cadena |
| Temporada | Episodios | Fecha              | Audiencia (Puntos de rating) | Fecha          | Audiencia (Puntos de rating) | Prom. de espectadores (Puntos de rating) | Cadena |
| --------- | --------- | ------------------ | ---------------------------- | -------------- | ---------------------------- | ---------------------------------------- | ------ |
| 1         | —         | 7 de julio de 2025 | 7,0                          | —              | —                            | —                                        | Record |